# Lycoriella venosa
Lycoriella venosa là một ruồi trong họ Sciaridae, thuộc chi Lycoriella. Loài này được Staeger miêu tả khoa học đầu tiên năm 1840.